# Hanna (voornaam)
Hanna of Hannah is een meisjesnaam ontleend aan de Hebreeuwse Bijbel. De bijbelse Hanna was de vrouw van Elkana en de moeder van de profeet Samuel zoals geschreven staat in I en II Samuel. Elkana's andere vrouw, Peninna, baarde zijn kinderen, maar Hanna was kinderloos. Hanna smeekte God om een kind en kreeg ook een kind, en beloofde het "terug te geven".
De naam Hanna kan ook zijn afgeleid van Johanna. De naam kan ook teruggaan op het Hebreeuwse חנה channa met de betekenis van "genade van God" of "God heeft mij begenadigd". De Griekse vorm is Anna.
Hannah is tevens een bekend palindroom.

## Bekende naamdraagsters
- Hannah Arendt (1906-1975), filosoof en politiek denker
- Hanna Ljungberg (1979), Zweeds voetbalster
- Hanna Resvoll-Holmsen (1873-1943), Noors botanicus

## Fictieve naamdraagsters
- Hannah Albedil
- Hannah Montana (Miley Cyrus)